# Ponte della Costituzione
Il ponte della Costituzione (in fase di progetto Quarto ponte sul Canal Grande, ma noto a Venezia come ponte di Calatrava) è il ponte pedonale che attraversa il Canal Grande di Venezia fra piazzale Roma e la stazione ferroviaria Venezia Santa Lucia.
Il ponte, disegnato dall'architetto spagnolo Santiago Calatrava è realizzato utilizzando principalmente acciaio e vetro, è stato aperto al traffico pedonale la notte dell'11 settembre 2008.

## Descrizione

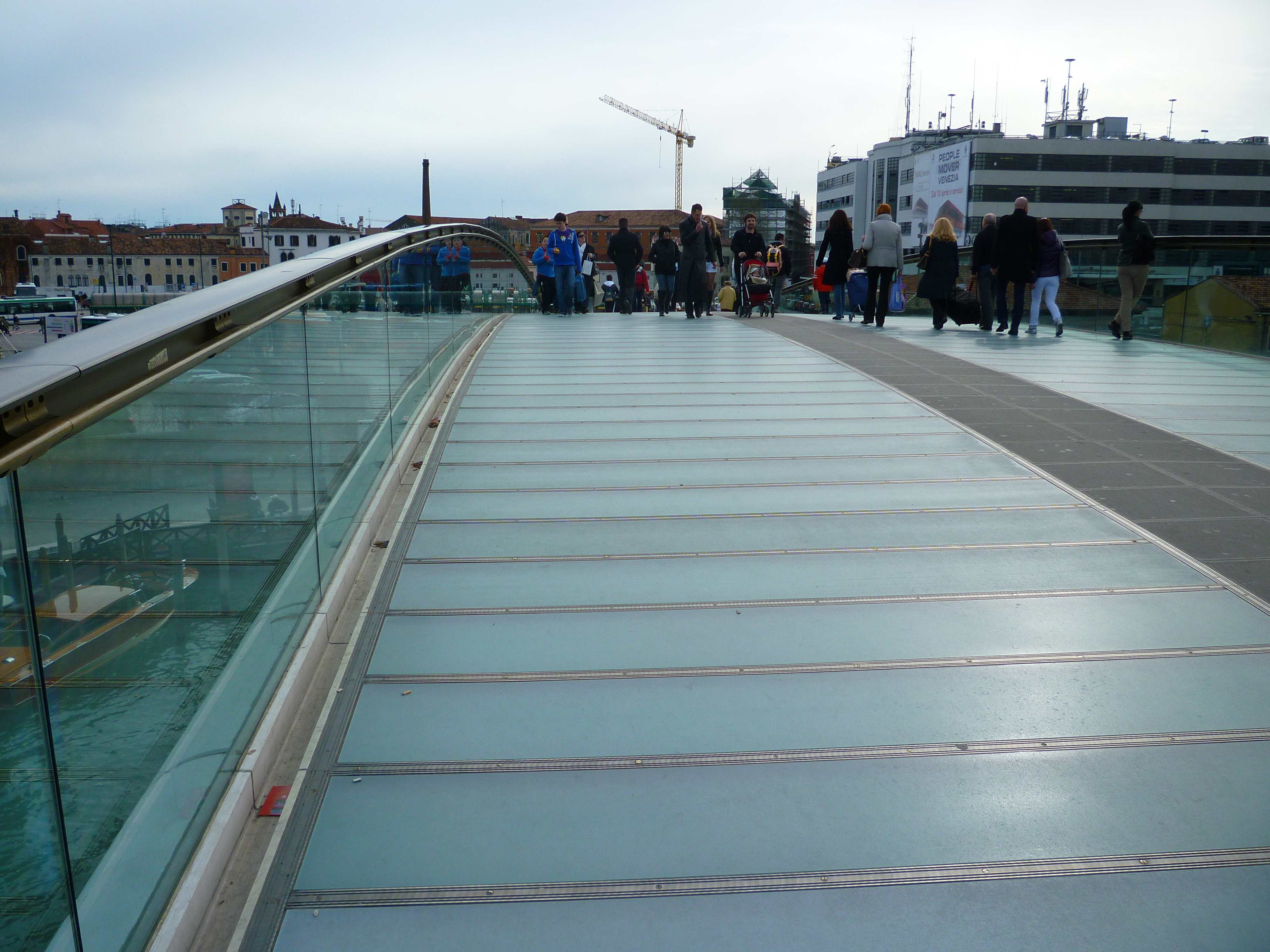
In questa foto si notano il pavimento in vetro, il corrimano in ottone e i parapetti in vetro

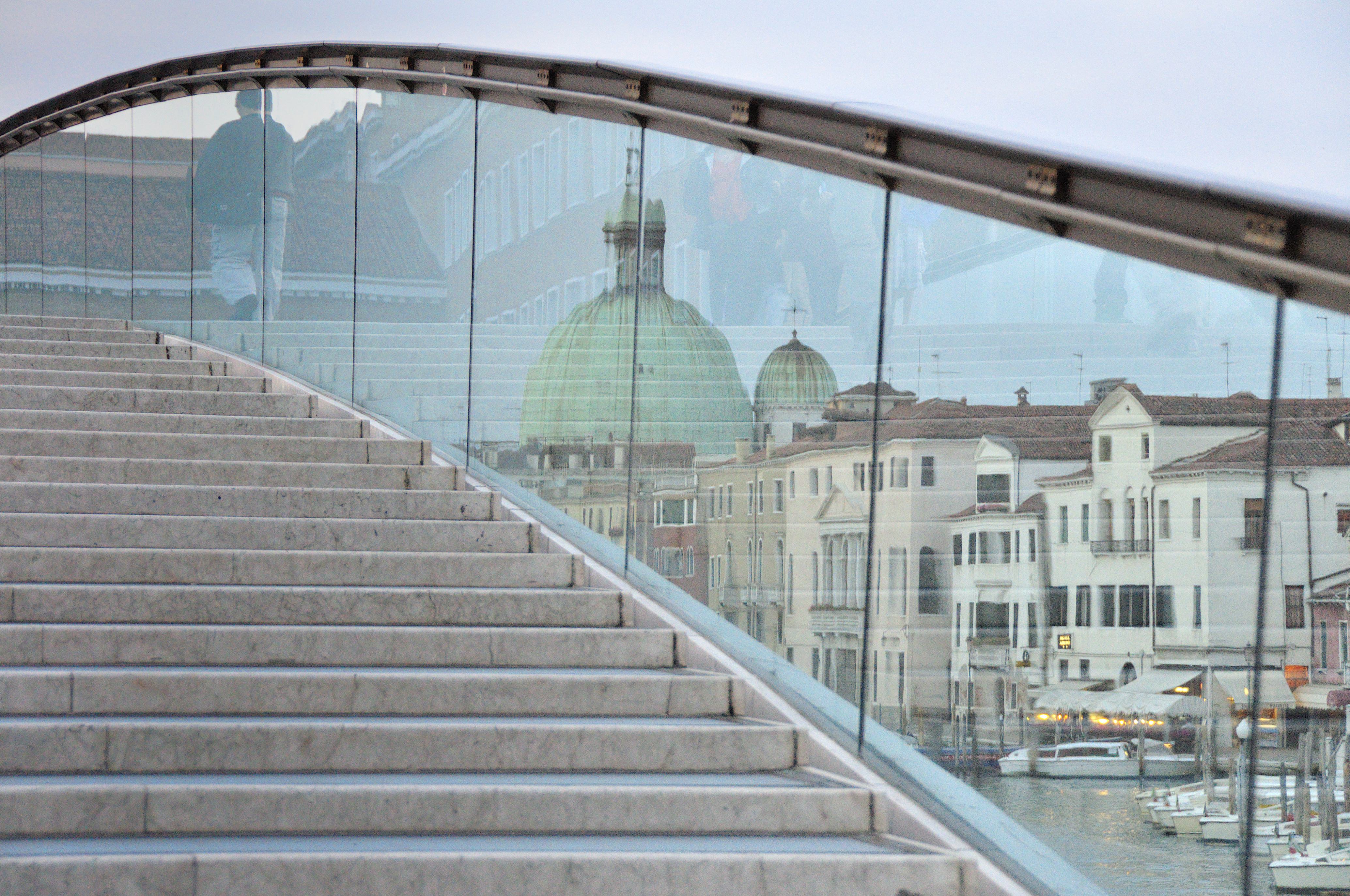
Dettaglio del parapetto del ponte.

Il progetto mostra un ponte dalla forma arcuata con una campata di 81 metri, larghezza di 6 metri alla base e 9 al centro per un'altezza di 10 metri al culmine; la struttura è in acciaio, i pavimenti in vetro della Saint-Gobain, pietra d'Istria e Trachite Grigia Classica di Montemerlo. Anche i parapetti sono in vetro, con corrimano in ottone. All'interno dei corrimano sono installate lampadine a led che dissipano il raggio di luce nei parapetti in vetro.
Il ponte è lungo dagli scalini 94 metri mentre ha una ampiezza centrale di 81 metri. La larghezza varia da 5,58 metri fino a 9,38 metri nella parte centrale. L'altezza varia da 3,20 metri sulle sponde fino a 9,28 metri nella parte centrale. L'arco centrale in acciaio, elemento strutturale del ponte ha un raggio di 180 metri.
Il giornale inglese The Independent ha così commentato il ponte:
(The Independent)

## Il nome
Nell'agosto del 2008 il sindaco Massimo Cacciari propose di denominare l'opera dell'architetto spagnolo (cui ci si riferiva fino ad allora ufficialmente utilizzando l'espressione "Quarto ponte sul Canal Grande") "ponte della Costituzione" in omaggio alla legge fondamentale dello Stato italiano, approvata dall'Assemblea Costituente il 22 dicembre 1947, promulgata dal capo provvisorio dello Stato De Nicola il 27 dicembre seguente ed entrata in vigore il 1º gennaio 1948, della quale si celebrava per l'appunto in quell'anno il sessantesimo anniversario. Con l'occasione, il sindaco propose altresì di ribattezzare piazzale Roma (toponimo assegnato in epoca fascista) con il nome dell'antifascista Silvio Trentin, notando però le difficoltà conseguenti al mutamento di un nome fortemente radicato e conosciuto.
In precedenza il sindaco aveva proposto in sede di Consiglio comunale il nome di "ponte de la Zirada" dato che il ponte si trova in corrispondenza della curva iniziale del Canal Grande, anticamente denominata zirada in lingua veneta (a poca distanza si trova infatti la chiesa di Sant'Andrea della Zirada, ora completamente inglobata nel terminal automobilistico di piazzale Roma). La proposta ricalca quella che era la volontà dell'Amministrazione comunale negli anni trenta di chiamare il campo di fronte alla stazione di Santa Lucia campo de la Zirada, ma durante il periodo fascista si preferì dare un nome che richiamasse la centralità del potere, per cui prese il nome che tutti ormai conoscono, veneziani e turisti, di piazzale Roma.
Dopo la posa in opera dei conci del ponte erano circolate altre ipotesi sul nome, tra cui "ponte delle Due Sante", in riferimento al nome delle due fondamenta unite dal ponte, quella di Santa Chiara e quella di Santa Lucia; "ponte Sabbadino", in onore del proto che nel XVI secolo concepì l'idea di un nuovo ponte sul Canal Grande all'incirca nella stessa collocazione.
Il 4 settembre 2008 il sindaco annunciò che per decisione presa all'unanimità dalla giunta comunale il nuovo ponte si sarebbe chiamato "ponte della Costituzione". Nell'uso comune, invece, per indicare il ponte è prevalso l'utilizzo del nome del progettista e, dunque, la denominazione "ponte di Calatrava".

## Storia

### Premesse

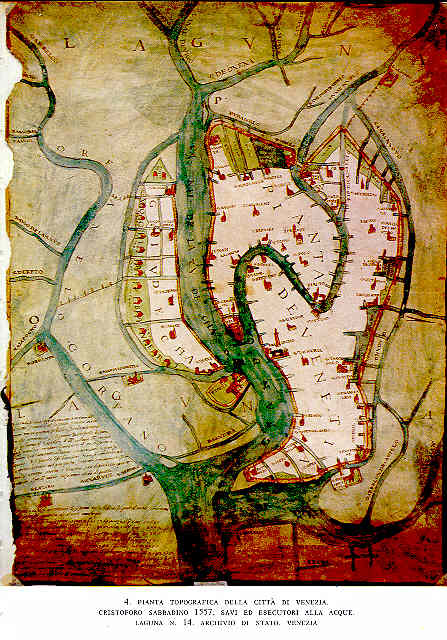
Pianta del progetto del proto Sabbadino del 1557 per l'ampliamento delle Fondamenta di margine veneziane, in cui si vede chiaramente la collocazione di un nuovo ponte tra le sponde di Santa Chiara e Santa Lucia

Fino al 1850 il Canal Grande era oltrepassato solamente dal ponte di Rialto; nel giro di dieci anni gli austriaci realizzarono due ponti in ferro, uno davanti alle Gallerie dell'Accademia e uno di fronte alla stazione ferroviaria, definiti entrambi dai veneziani "orridi bislunghi" per la forma che li caratterizzava. I due ponti in ghisa, oltre ad essere notevolmente deteriorati dal salso, condizionavano eccessivamente la navigazione sul Canal Grande, così furono entrambi sostituiti tra il 1934 e il 1938, rispettivamente dal ponte provvisorio in legno all'Accademia e dal ponte degli Scalzi realizzato interamente in pietra d'Istria, entrambi su progetto dell'ingegnere Eugenio Miozzi (1889-1979), all'epoca a capo della direzione lavori e servizi pubblici del Comune di Venezia.
Nel tempo, l'eccezionale sviluppo del turismo internazionale ha condotto spesso l'attenzione sul centro lagunare da parte dei più noti e famosi progettisti: si sono così interessati alla progettazione nella città lagunare (senza che alcunché sia mai andato in porto) Le Corbusier, Louis Kahn, Frank Lloyd Wright e più recentemente Álvaro Siza.

### Il progetto di Calatrava
Nel 1997 il famoso architetto, scultore e ingegnere Santiago Calatrava regalò alla città di Venezia il progetto esecutivo per un quarto ponte pedonale sul Canal Grande di collegamento tra l'area di arrivo a Venezia (piazzale Roma) e la zona della stazione di Santa Lucia. Calatrava è autore di altri ponti famosi, come ad esempio il puente de la Mujer di Buenos Aires, il puente del Alamillo sul Guadalquivir e l'Oberbaumbrücke di Berlino.

### Il progetto definitivo e l'affidamento dei lavori
Nel 1999 il Comune di Venezia affidò a Santiago Calatrava la preparazione della documentazione relativa al Disegno di Ingegneria architettonica e strutturale del IV Ponte sul Canal Grande. Il progetto venne elaborato in collaborazione con tutti gli enti coinvolti (Ferrovie dello Stato, ACTV, Associazione delle Persone Disabili, Vigili del Fuoco, Polizia, ecc.) e sottoposto a revisioni da parte dell'Associazione per la Protezione della Città di Venezia e della Sovrintendenza ai Beni Artistici e Culturali di Venezia.

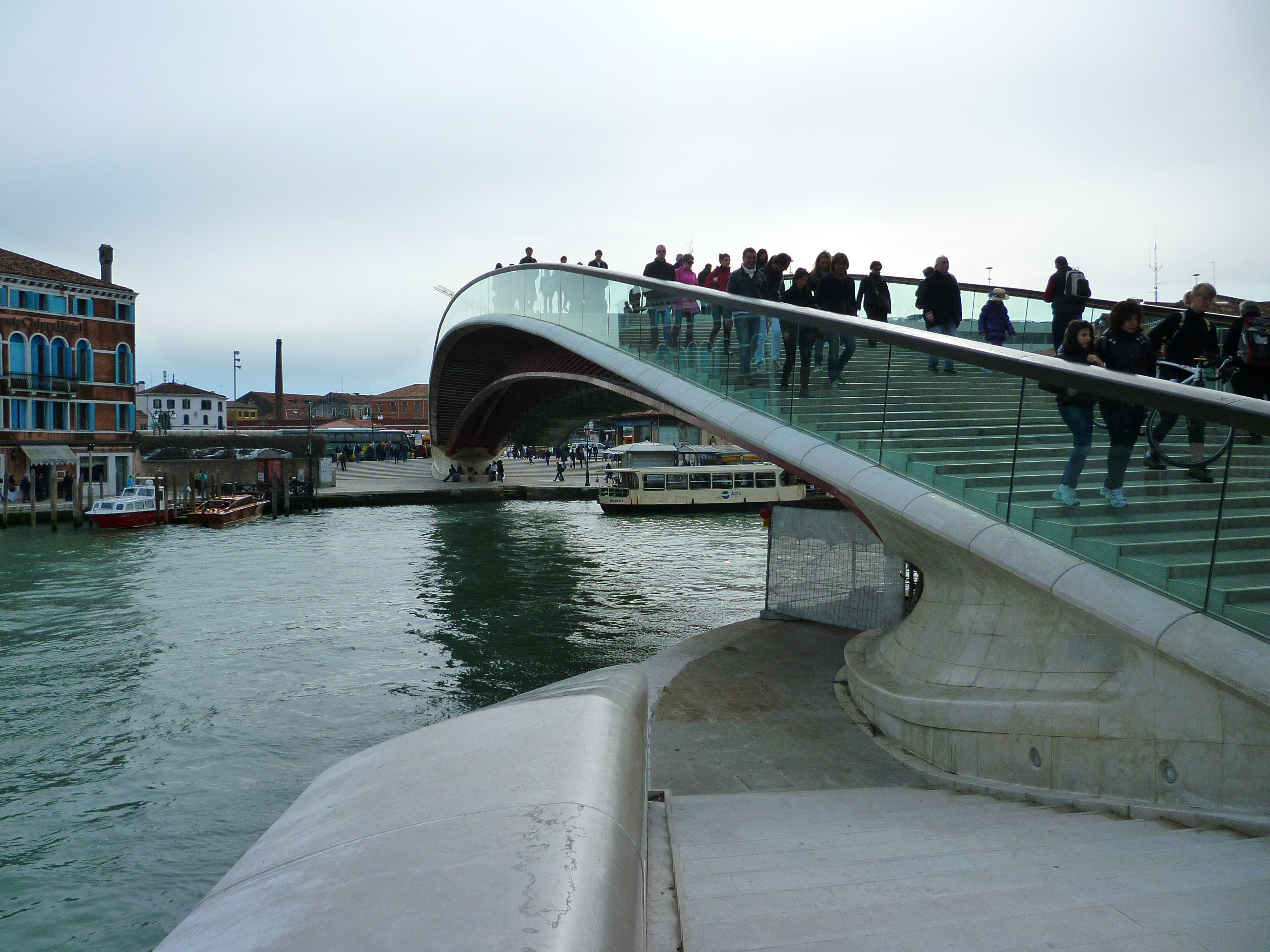
Il ponte della Costituzione

L'ICMQ, organismo indipendente, approvò il progetto valutando il disegno come valido e adeguato alle norme legali. Successivamente il progetto esecutivo venne approvato dal Comune.
L'incarico dell'esecuzione dei lavori fu affidato, dopo la gara d'appalto, alla rodigina Cignoni, che si è avvalsa della collaborazione di professori universitari, quali l'ingegner Francesco Colleselli (dell'Università di Brescia) e l'ingegner Renato Vitaliani (dell'Università di Padova), della società Mastropasqua-Zanchin & Associates Structural Engineering per la statica strutturale dell'impalcato metallico e dell'ingegner Giorgio Romaro (dell'Università di Padova) per il progetto di montaggio.
Il trasporto e la messa in opera dei conci è stato eseguito dalla ditta Fagioli. Lavori di carpenteria metallica sono stati eseguiti dalla ditta Lorenzon Techmec System, che ha aperto un aspro contenzioso con la Cignoni, come emerso anche durante i lavori di un'apposita commissione d'inchiesta istituita dal Consiglio comunale.

### I lavori
I lavori cominciarono nel 2003.
I tempi previsti per la realizzazione erano stati stimati nel 2002 in 456 giorni, ovvero circa 1 anno e mezzo. I lavori durarono invece quasi 6 anni.

#### Trasporto dei conci e loro posa in opera

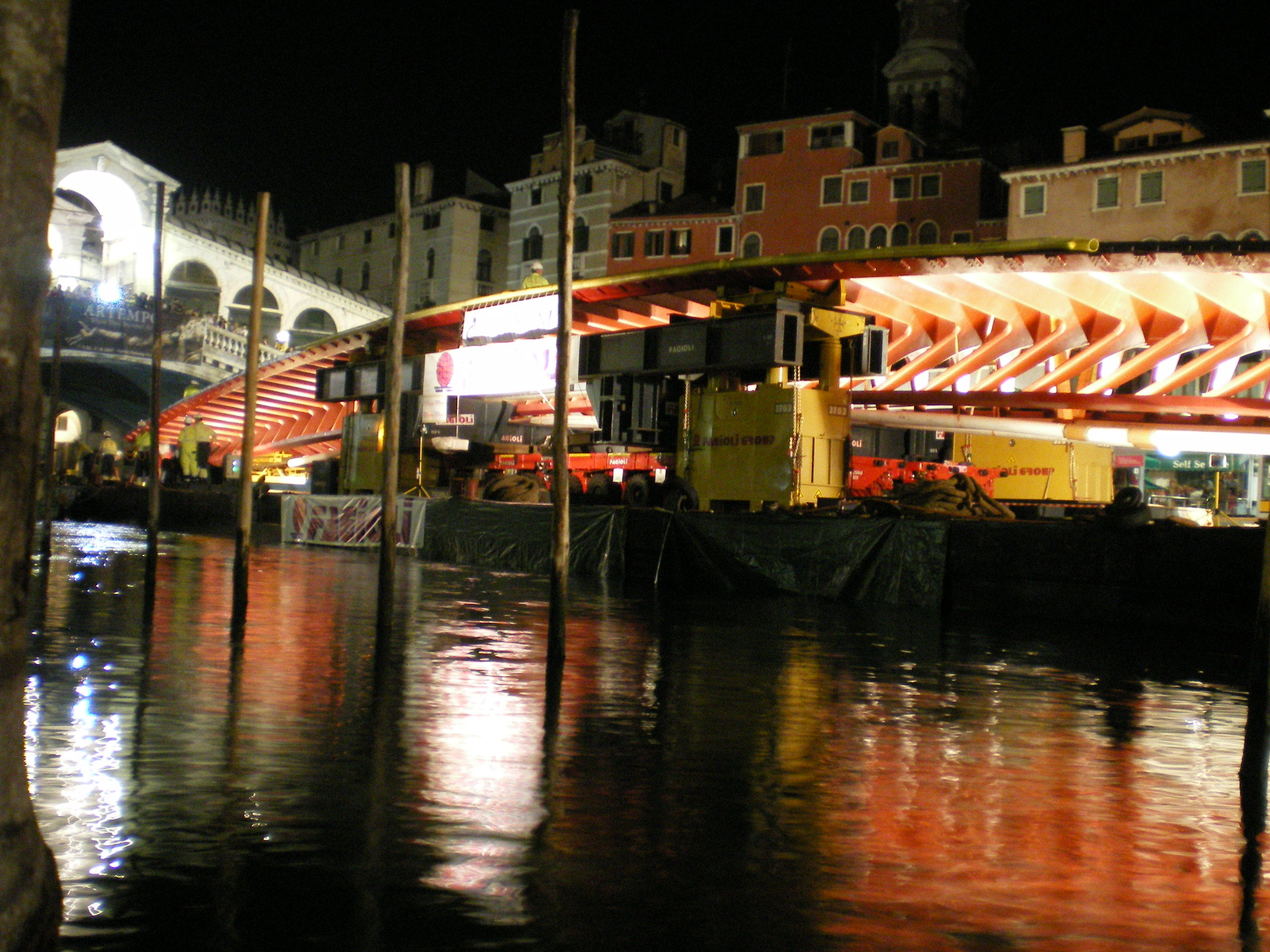
Il passaggio del concio centrale sotto al ponte di Rialto alla mezzanotte dell'8 agosto 2007.

Dopo anni di rinvii, dubbi sulla stabilità del ponte e polemiche sulla lievitazione dei costi, i lavori di posa in opera del ponte iniziarono il 28 luglio 2007 con la posa dei due conci laterali e si conclusero l'11 agosto 2007 con la posa del concio centrale sui due sostegni provvisori dopo il suo trasporto lungo il Canal Grande nella notte tra il 7 e l'8 agosto.
In particolare si trattò di trasportare il ponte, diviso in tre conci, via acqua da Marghera alla sede definitiva. Furono organizzati pertanto due trasporti distinti, uno per i due conci laterali e uno per il concio centrale. Partendo da Porto Marghera, percorsero il Canal della Giudecca e imboccarono il Canal Grande a punta della Dogana, per poi risalirlo fino al punto di posa. Per limitare i disagi dovuti alla chiusura del Canal Grande, entrambi i trasporti furono effettuati di notte.
Il primo trasporto, quello dei conci laterali, avvenne la notte tra il 27 e 28 luglio 2007. I due conci, entrambi di dimensioni 15,1 x 7,9 x 1,5 m e di peso 85 tonnellate, furono collocati sul pontone "Susanna" di dimensioni 16 x 50 m, che percorse il Canal Grande in 2 ore e 10 minuti, arrivando nella zona di piazzale Roma alle 2:05 del 28 luglio 2007, in anticipo rispetto alle previsioni grazie alle ottimali condizioni meteomarine.
La mattina del 28 luglio si provvide a porre in opera il concio laterale verso piazzale Roma, mentre la mattina successiva fu posizionato quello lato ferrovia.

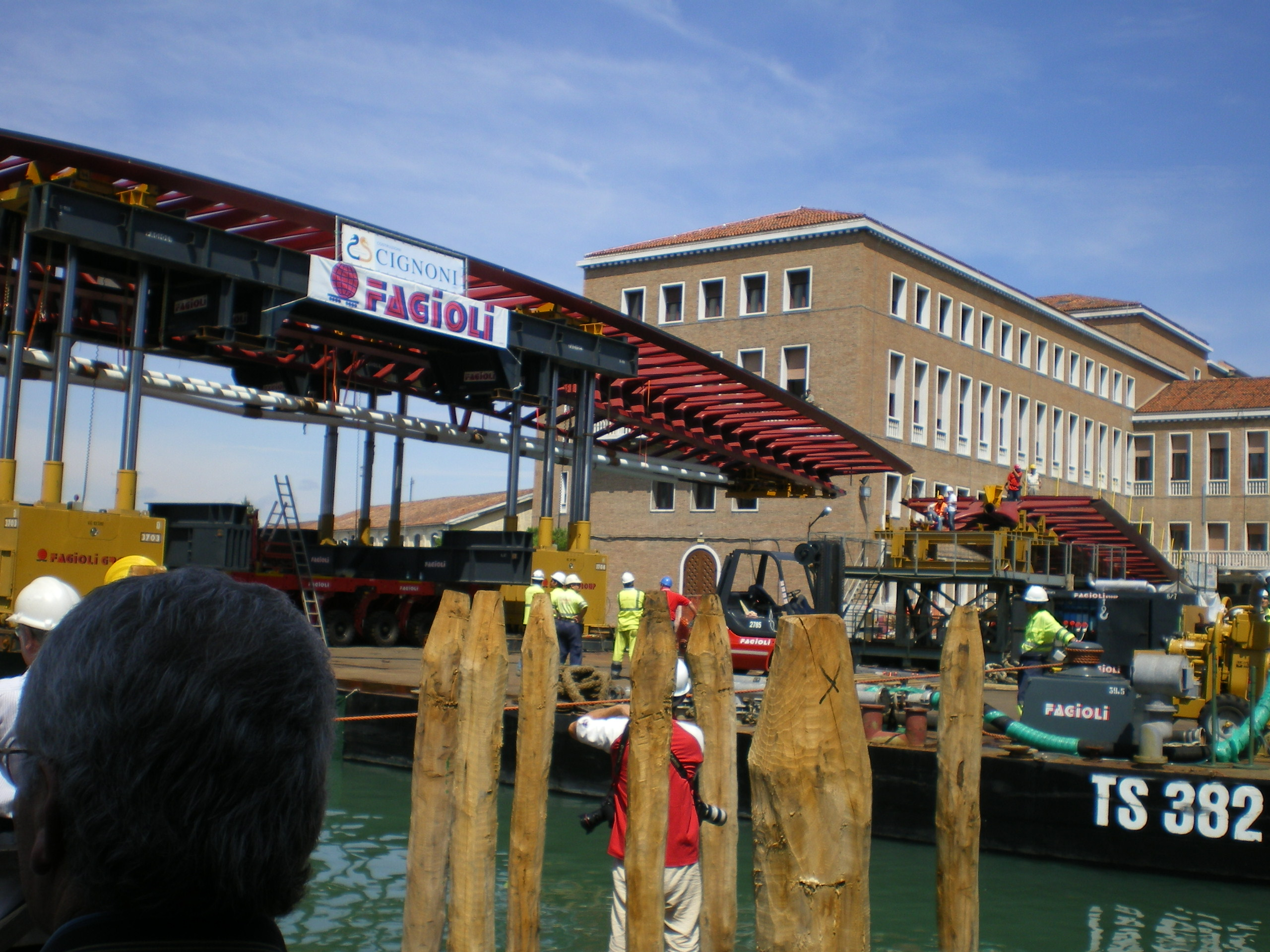
La posa del concio centrale avvenuta l'11 agosto 2007.

Nella notte tra il 7 e 8 agosto 2007 avvenne il trasporto del concio centrale, di dimensioni 55,2 x 9,05 x 3,7 m e peso 250 t, anch'esso trasportato sul pontone Susanna. Il Canal Grande fu percorso in circa 3 ore e un quarto, giungendo a destinazione intorno alle 3 dell'8 agosto 2007, con un anticipo di 3 ore e 30 minuti rispetto al previsto. Particolarmente impegnativo e spettacolare fu il passaggio del concio sotto il ponte di Rialto.
La posa del concio centrale avvenne la mattina dell'11 agosto 2007: inizialmente fu posizionata la chiatta e il concio sopra di essa fu ruotato di 90 gradi; successivamente il concio fu sollevato e calato dall'alto appoggiandolo, con notevole precisione, sui due supporti provvisori che già sostenevano i conci laterali. L'intera operazione durò circa cinque ore: la conclusione, annunciata da tre suoni di sirena, avvenne alle ore 14:32.

#### Fasi successive
Tra agosto e settembre fu saldato il concio centrale ai laterali, e, una volta completate le saldature, il 21 settembre si poterono allentare i tiranti e abbassare gli appoggi delle pile provvisorie, così da prendere in forza sulle spalle il ponte, controllando con martinetti l'entità del carico e con sensori eventuali cedimenti delle spalle. La prova di carico, avvenuta nel novembre del 2007, ebbe esito positivo. Furono infine posti in opera i gradini (in parte di vetro e in parte di trachite grigia classica di Montemerlo, tutti di forma trapezoidale e diversi uno dall'altro, che dovevano essere tagliati con precisione millimetrica) e i parapetti.

#### Battesimo e apertura
Alla fine del mese di agosto del 2008 il sindaco rinunciò all'inaugurazione ufficiale del ponte, inizialmente prevista in occasione della visita del 18 settembre 2008 del presidente della Repubblica, che presenziava ad una manifestazione per il sessantesimo anniversario della Costituzione italiana. Ciò fu conseguenza delle annunciate manifestazioni di alcune parti politiche per il forte incremento dei costi e di alcune associazioni di disabili per il sussistere delle barriere architettoniche, che ne impedivano la fruizione a persone con disabilità motorie e visive, ipotizzando la violazione delle vigenti normative in materia che prevedono la possibilità di approvare e finanziare esclusivamente di progetti privi di barriere architettoniche.
L'apertura del ponte avvenne in sordina alle ore 23:44 di giovedì 11 settembre 2008. Nella serata si svolse un piccolo rinfresco con le maestranze del cantiere iniziato verso le ore 21, al quale parteciparono membri della giunta, il sindaco stesso e alcuni giornalisti.

## Accessibilità ai portatori di handicap e ovovia

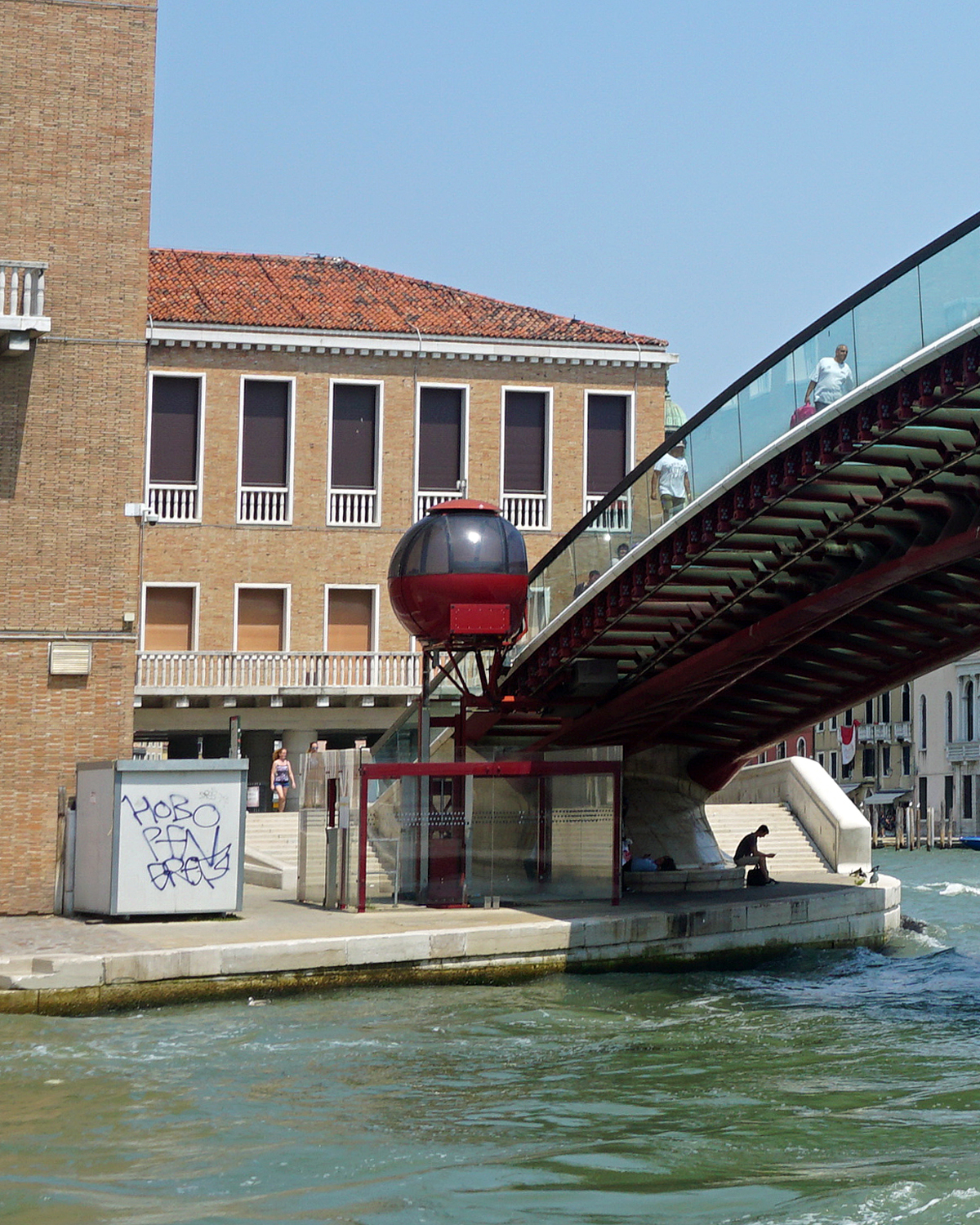
Il dispositivo traslante (la cosiddetta ovovia) installato sul ponte della Costituzione.

L'"ovovia" era il dispositivo traslante che avrebbe dovuto permettere l'attraversamento del ponte di disabili, anche con accompagnatore, gli anziani con problemi di mobilità e le donne in avanzato stato di gravidanza o con passeggini.
Il tempo minimo di percorrenza era previsto in circa 7 minuti.
Il costo previsto inizialmente era pari a 1 043 603,04 di euro, poi aumentato a 1,8 milioni.
L'infrastruttura era formata da due elevatori denominati piloni di attacco e da due guide posizionate sotto il ponte nel lato che si affaccia verso il ponte della Libertà. La cabina di trasporto (la cosiddetta ovovia) invece era il mezzo che utilizzava l'infrastruttura. Ad esempio, se la cabina si trovava nella riva desiderata, dopo essere entrati a bordo, la cabina si alzava per mezzo dell'elevatore fino alle rotaie, utilizzava le rotaie fino all'altro elevatore e poi scendeva per mezzo dell'altro elevatore.
Chi doveva utilizzare il dispositivo di trasporto agevolato doveva premere il bottone di un videocitofono collegato con il personale di AVM, che, verificato al video che il richiedente fosse stato effettivamente impossibilitato a oltrepassare il ponte in altro modo, azionava l'ovovia.
L'ovovia, che poteva trasportare al massimo due passeggeri per viaggio, era dotata di una scocca in cui prendevano posto i passeggeri, di una parte trasparente per la visione esterna e di una cupola resistente in fibra di carbonio. Saliti a bordo, dopo aver azionato il tasto di avvio, le porte si chiudevano, la cabina veniva sollevata da suolo da un elevatore e depositata sulla slitta traslante che si avviava verso l'altro capo del ponte. Quando arrivava a fine corsa, si ripeteva la manovra di scambio in senso inverso e i passeggeri potevano scendere attraverso una rampa che raccordava l'ascensore alla pavimentazione.
L’ovovia non è mai entrata in servizio, se non per il collaudo, e il 22 maggio 2020, sentito il parere della Corte dei Conti, il Comune di Venezia ha provveduto alla rimozione definitiva della struttura.

## Costi e controversie
Il costo dell’opera si aggira intorno agli 11,3 milioni di euro, a cui vanno aggiunti 1,8 milioni di euro per l'ovovia. La cifra finale supera nettamente i 6,7 milioni di euro previsti nella gara d'appalto. Inoltre, altri costi sono previsti per la manutenzione ed il controllo del ponte.
Per tutti questi motivi, dopo che anche la Corte dei Conti si era interessata della vicenda, nel febbraio 2008 il procuratore aggiunto Carlo Mastelloni ha disposto l'acquisizione della documentazione sulla gara d'appalto e dei progetti tecnici del ponte. L'inchiesta conoscitiva, durata due anni e curata anche dal procuratore aggiunto Carlo Nordio, è stata archiviata perché non sono stati rilevati reati. Tuttavia, Nordio ha comunque sottolineato:
(Procuratore aggiunto)
Il ponte della Costituzione è stato fatto oggetto di accertamenti tecnici da parte ministeriale, per presunte omissioni da parte del progettista in merito alla reale esecutività del progetto a suo tempo presentato. In particolare, il ponte della Costituzione pareva essere interessato da problemi statici. Tuttavia il collaudatore, con una nota inviata al Comune di Venezia il 9 settembre 2009, ha confermato la completa agibilità del ponte.
Nel febbraio 2013, un dossier messo a punto dalla Procura Generale della Corte dei Conti imputa la lievitazione dei costi, quantificata in 3,467 milioni di euro, a «comportamenti colpevoli del progettista e del direttore dei lavori».
Il processo, fissato per il 13 novembre 2013, poi rinviato al 12 novembre 2014, ha visto citato in giudizio l'architetto valenzano per 3,886 milioni di euro che sarebbero, secondo il procuratore della Corte dei Conti del Veneto, i danni erariali imputabili agli errori di progettazione che hanno determinato la lievitazione di costi e tempi, nonché esigenze straordinarie di manutenzione dovute soprattutto alla scivolosità della superficie e alla mobilità per disabili.
Altre critiche sul ponte riguardano l'alzata e la pedata irregolari dei gradini che costringono a un continuo aggiustamento del passo da parte dei passanti e la porzione del calpestio in vetro che tende a danneggiarsi con facilità e a diventare sdrucciolevole al verificarsi di alcune condizioni meteorologiche, quali precipitazioni o umidità elevata. Di fronte alle numerose lamentele, richieste di risarcimento danni per cadute e per contenere i costi di manutenzione, il Comune di Venezia ha avviato un progetto sperimentale per la sostituzione del vetro con la trachite. È stato stimato che il costo per la sostituzione di ogni gradino è di 4.500 euro.
Il 13 agosto 2019, dopo averlo precedentemente assolto in primo grado, la Corte dei Conti ha condannato Calatrava in appello a pagare la somma di 78.000 euro in favore dell'erario, essendo stato ritenuto responsabile di un aggravio dei costi dell'opera legati alla sottostimazione delle dimensioni di alcuni tubi (una «macroscopica negligenza», secondo i giudici contabili) nonché in relazione ai tempi di usura dei gradini, che sono stati sostituiti dopo soli 4 anni, piuttosto che dopo i 20 stimati da Calatrava, in quanto fortemente danneggiati.
La Corte dei Conti ha sottolineato che si è trattato di una negligenza: